# 家庭教師と御者を伴うコルネリスとミヒール・ポンペ・ファン・メールデルフォールトの騎馬像
『家庭教師と御者を伴うコルネリスとミヒール・ポンペ・ファン・メールデルフォールトの騎馬像』（かていきょうしとぎょしゃをともなうコルネリスとミヒール・ポンペ・ファン・メールデルフォールトのきばぞう、蘭: Ruiterportret van Michiel Pompe van Meerdervoort (1638-1653) en Cornelis Pompe van Meerdervoort (1639-1680) met hun rijmeester en een knecht、英: Equestrian portrait of Cornelis Pompe van Meerdervoort (1639–1680) and Michiel Pompe van Meerdervoort (1638–1653) with their riding master and a servant）、または『狩猟への出発』（しゅりょうへのしゅっぱつ、英: Starting for the Hunt）は、オランダ黄金時代の画家アルベルト・カイプが1652-1653年頃、キャンバス上に油彩で制作した絵画である。現在、ニューヨークのメトロポリタン美術館に所蔵されている。

## 作品
カイプは主に風景画を描いたが、それらはしばしば本作と同じような構図の中に無名の人物たちを含んでいる。対照的に、彼の絵画に肖像画はほとんどない。本作は騎馬肖像の初期の例で、宮廷の人物ではない人々を描いている。以前には、騎馬肖像は王侯貴族にのみ限られていたが、この時期のオランダで状況は変わりつつあり、カイプと彼の父ヤーコプ・カイプは、コルネリス・ファン・べフェーレン (Cornelis van Beveren) の奨励によりこの変化を先導していた。
絵画は2人の若い男性、すなわちコルネリス・ポンぺ・ファン・メールデルフォールト (左) とミヒール・ポンぺ・ファン・メールデルフォールトの兄弟を彼らの家庭教師であるコーリエ (Caulier)、御者のウィレム (Willem)、そして犬たちとともに表している。上述のように、騎馬像は本来、王侯貴族の肖像画形式であったため、この作品には兄弟の社会的地位の高さが反映されている。描かれているのは兄弟が狩りに参加しようとしている場面であり、背景には動物を追う狩りの場面が描き添えられている。兄弟の衣服の色使いは対照的である。制作年は記されていないが、痩せて青白い肌をした兄のミヒールが1653年に亡くなる直前に描かれたと推測される。なお、弟のコルネリスは、後年にサミュエル・ファン・ホーホストラーテンによって描かれた肖像画 (個人蔵) との比較によって、その容貌が特定された。
背景には、廃墟の城があるが、それは描かれている人達の先祖の家系を示唆するためである可能性がある。城は、ポンぺ・ファン・メールデルフォールト一家のハイス・デ・メールデルフォールト (ドルドレヒトから流れるアウデ・マース川を横切ったところの、ツウェインドレヒトの南にある) のようには見えない。 城は右側に描かれる前は元来、中景左側に描かれていた。後景左側には、ライン川上に帆船が見え、ホーフ＝エルテン、リンデルン、ラーフ＝エルテンの教会と関連する建物が見える。

## 詳細

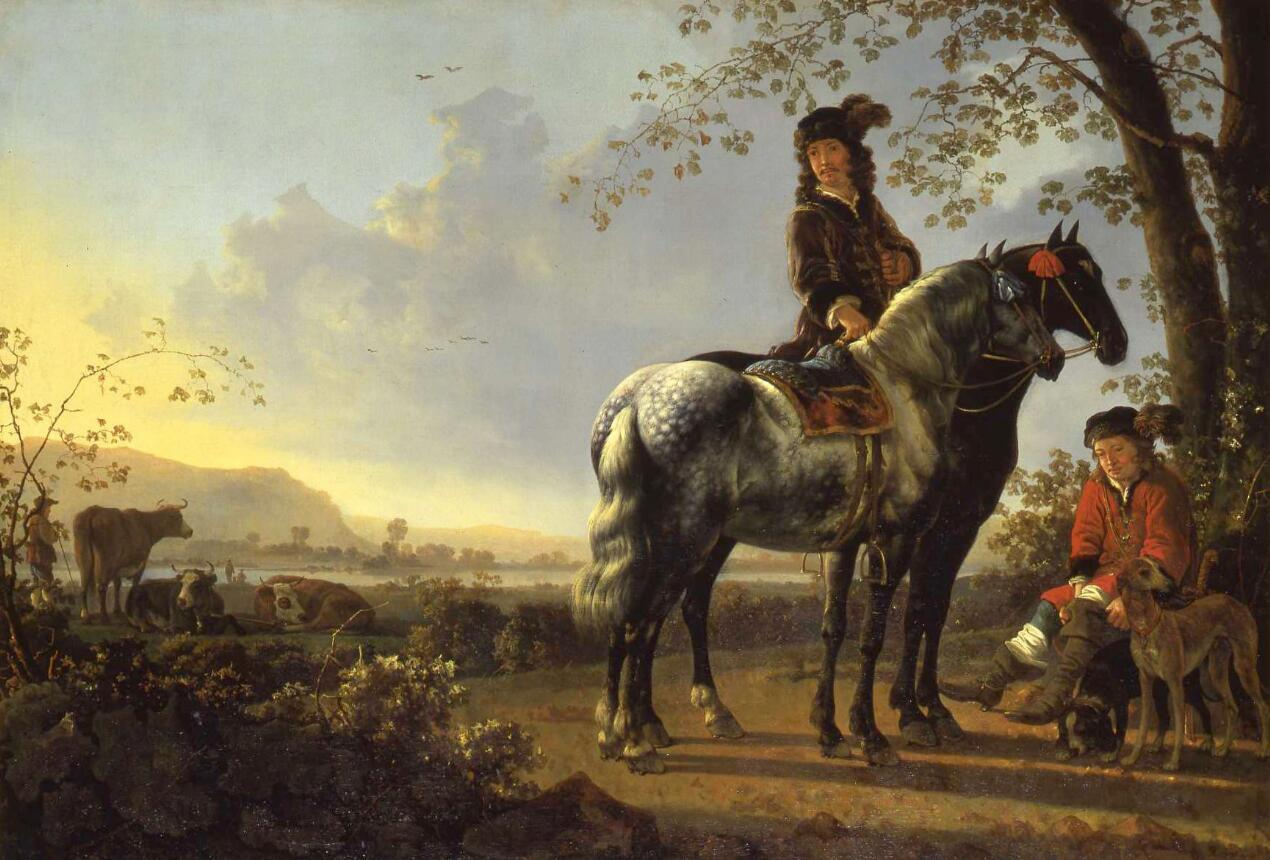
カイプの『風景の中の騎乗の人物』。人々は東ヨーロッパ風の洒落た服装をしている。1650年代末。

作品の背景は、カイプの『エルテン付近のライン川』の素描に由来していると考えられる。この背景にもかかわらず、ポンぺ・ファン・メールデルフォールト一家とその地域の関わりはまったく知られていない。しかしながら、1994年のメトロポリタン美術館の案内は、エルテン付近の風景はドルドレヒトの風景に類似していると記している。
犬はグレイハウンドとフォックスハウンドであると考えられ、左側の動物はノウサギであると考えられる。人物たちが身に着けている服装は、オランダでは一般的なものではなく、当時東ヨーロッパ風と呼ばれていたハンガリー、ペルシア風のものであると見なされてきた。2人の少年と家庭教師は身体にぴたりと合っている、ドルマンとして知られるコートを着ており、御者はもっとゆったりとして重い、メンテ (mente) として知られるコートを着ている。コルネリスが被っている帽子は、トルコのターバンに似ている。人物の頭部は不自然に描かれていると見なされているが、それはカイプの第一の関心が風景描写にあるためであると考えられている。家庭教師のコーリエの手ぶりは元来、方向を示すだけのものであったが、後には誰が親密な一家の唯一の継承者になるかを示唆するものと見なされたであろう。

## 来歴
おそらく絵画は、画中の2人の少年の母であった未亡人のアドリアーナ・ファン・べフェーレン (Adriana van Beveren) により委嘱された。彼女は絵画の最初の所有者であったことが知られている。しかしながら、少年たちの叔父であったマテイス・ファン・スリンヘラント (Matthijs van Slingeland)、またはアドリアーナの父のコルネリス・ファン・べフェーレン (Cornelis van Beveren) に委嘱されたこと可能性もある。アドリアーンの死後、絵画はコルネリス・ポンぺ・ファン・メールデルフォールトの手に渡った。 その後、ハイス・デ・メールデルフォールトに置かれて一家に継承されたが、1806年4月20日、デン・ハーグで、コルネリスの曽孫娘であったクリスティーナ・エリザベト・ポンぺ・ファン・メールデルフォールトにより、『騎乗の3人物と前景に犬を伴う狩猟者がいる狩猟の一行』 (Hunting Party with Three Men on Horses and a Hunter with Dogs in Foreground) として695ギルダーで売却された。作品はいく人かの所有者の手を経た後、マイケル・フリードサム  の遺贈で、1931年にメトロポリタン美術館に収蔵された。